# Colegiata de la Santísima Virgen María
La Colegiata de la Santísima Virgen María (en ucraniano: Колегіальний костел Пресвятої Діви Марії) es una iglesia parroquial universitaria y el edificio más antiguo de la ciudad de Ivano-Frankivsk en Ucrania. El conjunto de edificios de la iglesia incluye una estructura principal y un campanario que fue reconstruido después de la caída de la Unión Soviética.
La fecha exacta de la fundación de la iglesia no se conoce. Se sabe que cuando la fortaleza de Stanislawow fue erigida junto con ella, Andrzej Potocki comenzó a construir en madera una iglesia parroquial católica también. El pastor y capellán Wojcech Bialachewski le ayudó como su viejo amigo. La iglesia de nueva construcción fue bautizada en honor de la Virgen María, San Andrés, San Estanislao, y Santa Ana. El 14 de junio de 1669 Andrzej Potocki fue capaz de adquirir la condición de colegiata para la iglesia. Fue consagrada por el arzobispo Jan Tarnowski . A continuación se abrió un campus de la Universidad Jagellónica (Cracovia).